# Virgil Drăghia
Virgil Andrei Drăghia (sinh ngày 31 tháng 7 năm 1990) là một cầu thủ bóng đá người România thi đấu ở vị trí thủ môn cho Juventus București.